# 애나 커머
애나 커머(영어: Anna Cummer, 1977년 1월 2일 ~ )는 캐나다의 성우이다.

## 영화
- 영화 이누야샤: 붉은 연꽃의 호우라이섬 (2004년)
- 기동전사 건담 시드 (2002년)
- 무한의 리바이어스 (1999년)